# Міндаугас Кєрас
Мінда́угас Кє́рас (лит. Mindaugas Kieras; народився 7 червня 1980, Електренай, Литва) — литовський хокеїст, захисник. Наразі виступає за «Бейзінстоук Байсон». 

## Спортивна кар'єра
У складі національної збірної Литви учасник кваліфікаційних турнірів до зимових Олімпійських ігор 2006 та зимових Олімпійських ігор 2010, учасник молодіжних збірних країни (U18 та U20) на юніорських чемпіонатах світу, та почав виступати за головну команду країни з 1998 року, на чемпіонатах світу — 1999 (група «С»), 2000 (група «С»), 2001 (дивізіон I), 2002 (дивізіон II), 2003 (дивізіон I), 2004 (дивізіон II), 2005 (дивізіон I), 2006 (дивізіон I), 2007 (дивізіон I), 2008 (дивізіон I), 2009 (дивізіон I) і 2010 (дивізіон I).
Виступав за «Енергія» (Електренай), «Німан» (Гродно), «Солігул Баронс», «Мілтон-Кінс Лайтнинг», «Латгале» та «Бейзінстоук Байсон».